# Selah Sue (album)
Selah Sue is het debuutalbum van de Belgische zangeres Selah Sue en werd op 4 maart 2011 uitgegeven. Het album is voornamelijk een samenvoeging van haar eerste 2 ep's, met de toevoeging van een aantal extra nummers. Naast haar eerste twee singles Raggamuffin en Crazy Vibes, bevat het album ook de track Mommy die geproduceerd is door Meshell Ndegeocello. Op het album is tevens de track Please te vinden, een samenwerking met rapper en R&B/soul-zanger Cee Lo Green, het nummer is oorspronkelijk afkomstig van het album The Lady Killer van Cee Lo Green.

## Tracklist
| Nr. | Titel                       | Schrijver(s)                                                   | Duur |
| --- | --------------------------- | -------------------------------------------------------------- | ---- |
| 1.  | This World                  | Sanne Putseys, Pieter Jan Seaux, Louis Favre & Joachim Saerens | 4:45 |
| 2.  | Peace of Mind               | Putseys & Farhad Samadzada                                     | 4:03 |
| 3.  | Raggamuffin                 | Putseys                                                        | 2:38 |
| 4.  | Crazy Vibes                 | Putseys, Samadzada, Torsten Haas & Fetsum Sebhat               | 3:48 |
| 5.  | Black Part Love             | Putseys                                                        | 4:03 |
| 6.  | Mommy                       | Putseys                                                        | 3:36 |
| 7.  | Explanations                | Putseys & Raphaël Schillebeeckx                                | 2:47 |
| 8.  | Please (feat. Cee-Lo Green) | Thomas DeCarlo Callaway                                        | 5:01 |
| 9.  | Summertime                  | Putseys                                                        | 4:39 |
| 10. | Crazy Sufferin Style        | Putseys, Samadzada & Patrice Bart-Williams                     | 4:08 |
| 11. | Fyah Fyah                   | Putseys                                                        | 4:00 |
| 12. | Just Because I Do           | Putseys & Pieter Steeno                                        | 2:53 |

## Singles
| Single met eventuele hitnotering(en) in de Nederlandse Top 40 | Datum van verschijnen | Datum van binnenkomst | Hoogste positie | Aantal weken | Opmerkingen                 |
| ------------------------------------------------------------- | --------------------- | --------------------- | --------------- | ------------ | --------------------------- |
| Raggamuffin                                                   | 14-06-2010            | -                     |                 |              | Nr. 97 in de Single Top 100 |
| Crazy vibes                                                   | 18-10-2010            | -                     |                 |              | Nr. 56 in de Single Top 100 |

| Single met hitnotering(en) in de Vlaamse Ultratop 50 | Datum van verschijnen | Datum van binnenkomst | Hoogste positie | Aantal weken | Opmerkingen                          |
| ---------------------------------------------------- | --------------------- | --------------------- | --------------- | ------------ | ------------------------------------ |
| Raggamuffin                                          | 2010                  | 21-08-2010            | 29              | 8            |                                      |
| Crazy vibes                                          | 2010                  | 20-11-2010            | 21              | 11           |                                      |
| This world                                           | 2011                  | 12-03-2011            | 2               | 34           | Nr. 3 in de Radio 2 Top 30 / Platina |
| Summertime                                           | 10-10-2011            | 05-11-2011            | tip9            | -            |                                      |
| Crazy sufferin syle                                  | 09-04-2012            | 21-04-2012            | tip9            | -            |                                      |

## Hitnoteringen

### NederlandseAlbum Top 100
| Hitnotering (week 1 t/m 82): 12-03-2011 t/m 29-09-2012 Hitnotering (week 83): 10-11-2012 Hitnotering (week 84): 08-12-2012 Hitnotering (week 85 t/m 89): 29-12-2012 t/m 26-01-2013 | Hitnotering (week 1 t/m 82): 12-03-2011 t/m 29-09-2012 Hitnotering (week 83): 10-11-2012 Hitnotering (week 84): 08-12-2012 Hitnotering (week 85 t/m 89): 29-12-2012 t/m 26-01-2013 | Hitnotering (week 1 t/m 82): 12-03-2011 t/m 29-09-2012 Hitnotering (week 83): 10-11-2012 Hitnotering (week 84): 08-12-2012 Hitnotering (week 85 t/m 89): 29-12-2012 t/m 26-01-2013 | Hitnotering (week 1 t/m 82): 12-03-2011 t/m 29-09-2012 Hitnotering (week 83): 10-11-2012 Hitnotering (week 84): 08-12-2012 Hitnotering (week 85 t/m 89): 29-12-2012 t/m 26-01-2013 | Hitnotering (week 1 t/m 82): 12-03-2011 t/m 29-09-2012 Hitnotering (week 83): 10-11-2012 Hitnotering (week 84): 08-12-2012 Hitnotering (week 85 t/m 89): 29-12-2012 t/m 26-01-2013 | Hitnotering (week 1 t/m 82): 12-03-2011 t/m 29-09-2012 Hitnotering (week 83): 10-11-2012 Hitnotering (week 84): 08-12-2012 Hitnotering (week 85 t/m 89): 29-12-2012 t/m 26-01-2013 | Hitnotering (week 1 t/m 82): 12-03-2011 t/m 29-09-2012 Hitnotering (week 83): 10-11-2012 Hitnotering (week 84): 08-12-2012 Hitnotering (week 85 t/m 89): 29-12-2012 t/m 26-01-2013 | Hitnotering (week 1 t/m 82): 12-03-2011 t/m 29-09-2012 Hitnotering (week 83): 10-11-2012 Hitnotering (week 84): 08-12-2012 Hitnotering (week 85 t/m 89): 29-12-2012 t/m 26-01-2013 | Hitnotering (week 1 t/m 82): 12-03-2011 t/m 29-09-2012 Hitnotering (week 83): 10-11-2012 Hitnotering (week 84): 08-12-2012 Hitnotering (week 85 t/m 89): 29-12-2012 t/m 26-01-2013 | Hitnotering (week 1 t/m 82): 12-03-2011 t/m 29-09-2012 Hitnotering (week 83): 10-11-2012 Hitnotering (week 84): 08-12-2012 Hitnotering (week 85 t/m 89): 29-12-2012 t/m 26-01-2013 | Hitnotering (week 1 t/m 82): 12-03-2011 t/m 29-09-2012 Hitnotering (week 83): 10-11-2012 Hitnotering (week 84): 08-12-2012 Hitnotering (week 85 t/m 89): 29-12-2012 t/m 26-01-2013 | Hitnotering (week 1 t/m 82): 12-03-2011 t/m 29-09-2012 Hitnotering (week 83): 10-11-2012 Hitnotering (week 84): 08-12-2012 Hitnotering (week 85 t/m 89): 29-12-2012 t/m 26-01-2013 | Hitnotering (week 1 t/m 82): 12-03-2011 t/m 29-09-2012 Hitnotering (week 83): 10-11-2012 Hitnotering (week 84): 08-12-2012 Hitnotering (week 85 t/m 89): 29-12-2012 t/m 26-01-2013 | Hitnotering (week 1 t/m 82): 12-03-2011 t/m 29-09-2012 Hitnotering (week 83): 10-11-2012 Hitnotering (week 84): 08-12-2012 Hitnotering (week 85 t/m 89): 29-12-2012 t/m 26-01-2013 | Hitnotering (week 1 t/m 82): 12-03-2011 t/m 29-09-2012 Hitnotering (week 83): 10-11-2012 Hitnotering (week 84): 08-12-2012 Hitnotering (week 85 t/m 89): 29-12-2012 t/m 26-01-2013 | Hitnotering (week 1 t/m 82): 12-03-2011 t/m 29-09-2012 Hitnotering (week 83): 10-11-2012 Hitnotering (week 84): 08-12-2012 Hitnotering (week 85 t/m 89): 29-12-2012 t/m 26-01-2013 | Hitnotering (week 1 t/m 82): 12-03-2011 t/m 29-09-2012 Hitnotering (week 83): 10-11-2012 Hitnotering (week 84): 08-12-2012 Hitnotering (week 85 t/m 89): 29-12-2012 t/m 26-01-2013 |
| Week: | 1 | 2 | 3 | 4 | 5 | 6 | 7 | 8 | 9 | 10 | 11 | 12 | 13 | 14 | 15 | 16 |
| --- | --- | --- | --- | --- | --- | --- | --- | --- | --- | --- | --- | --- | --- | --- | --- | --- |
| Positie: | 2 | 3 | 4 | 10 | 12 | 9 | 7 | 16 | 23 | 21 | 24 | 26 | 21 | 28 | 9 | 14 |
| Week: | 17 | 18 | 19 | 20 | 21 | 22 | 23 | 24 | 25 | 26 | 27 | 28 | 29 | 30 | 31 | 32 |
| Positie: | 12 | 10 | 6 | 10 | 14 | 8 | 9 | 8 | 3 | 12 | 17 | 18 | 32 | 44 | 42 | 50 |
| Week: | 33 | 34 | 35 | 36 | 37 | 38 | 39 | 40 | 41 | 42 | 43 | 44 | 45 | 46 | 47 | 48 |
| Positie: | 57 | 22 | 39 | 48 | 53 | 74 | 62 | 35 | 23 | 28 | 27 | 24 | 17 | 17 | 24 | 33 |
| Week: | 49 | 50 | 51 | 52 | 53 | 54 | 55 | 56 | 57 | 58 | 59 | 60 | 61 | 62 | 63 | 64 |
| Positie: | 37 | 36 | 44 | 28 | 33 | 43 | 35 | 35 | 43 | 38 | 57 | 68 | 55 | 63 | 57 | 70 |
| Week: | 65 | 66 | 67 | 68 | 69 | 70 | 71 | 72 | 73 | 74 | 75 | 76 | 77 | 78 | 79 | 80 |
| Positie: | 58 | 72 | 87 | 54 | 41 | 44 | 45 | 32 | 38 | 59 | 58 | 52 | 64 | 87 | 72 | 63 |
| Week: | 81 | 82 | | 83 | | 84 | | 85 | 86 | 87 | 88 | 89 | | | | |
| Positie: | 74 | 96 | uit | 68 | uit | 94 | uit | 90 | 93 | 81 | 94 | 71 | uit | | | |

### VlaamseUltratop 200Albums
| Hitnotering (week 1 t/m 117): 12-03-2011 t/m 01-06-2013 Hitnotering (week 118): 15-06-2013 Hitnotering (week 119 t/m 121): 29-06-2013 t/m 13-07-2013 Hitnotering (week 122 t/m 123): 03-08-2013 t/m 10-08-2013 Hitnotering (week 124 t/m 125): 24-08-2013 t/m 31-08-2013 | Hitnotering (week 1 t/m 117): 12-03-2011 t/m 01-06-2013 Hitnotering (week 118): 15-06-2013 Hitnotering (week 119 t/m 121): 29-06-2013 t/m 13-07-2013 Hitnotering (week 122 t/m 123): 03-08-2013 t/m 10-08-2013 Hitnotering (week 124 t/m 125): 24-08-2013 t/m 31-08-2013 | Hitnotering (week 1 t/m 117): 12-03-2011 t/m 01-06-2013 Hitnotering (week 118): 15-06-2013 Hitnotering (week 119 t/m 121): 29-06-2013 t/m 13-07-2013 Hitnotering (week 122 t/m 123): 03-08-2013 t/m 10-08-2013 Hitnotering (week 124 t/m 125): 24-08-2013 t/m 31-08-2013 | Hitnotering (week 1 t/m 117): 12-03-2011 t/m 01-06-2013 Hitnotering (week 118): 15-06-2013 Hitnotering (week 119 t/m 121): 29-06-2013 t/m 13-07-2013 Hitnotering (week 122 t/m 123): 03-08-2013 t/m 10-08-2013 Hitnotering (week 124 t/m 125): 24-08-2013 t/m 31-08-2013 | Hitnotering (week 1 t/m 117): 12-03-2011 t/m 01-06-2013 Hitnotering (week 118): 15-06-2013 Hitnotering (week 119 t/m 121): 29-06-2013 t/m 13-07-2013 Hitnotering (week 122 t/m 123): 03-08-2013 t/m 10-08-2013 Hitnotering (week 124 t/m 125): 24-08-2013 t/m 31-08-2013 | Hitnotering (week 1 t/m 117): 12-03-2011 t/m 01-06-2013 Hitnotering (week 118): 15-06-2013 Hitnotering (week 119 t/m 121): 29-06-2013 t/m 13-07-2013 Hitnotering (week 122 t/m 123): 03-08-2013 t/m 10-08-2013 Hitnotering (week 124 t/m 125): 24-08-2013 t/m 31-08-2013 | Hitnotering (week 1 t/m 117): 12-03-2011 t/m 01-06-2013 Hitnotering (week 118): 15-06-2013 Hitnotering (week 119 t/m 121): 29-06-2013 t/m 13-07-2013 Hitnotering (week 122 t/m 123): 03-08-2013 t/m 10-08-2013 Hitnotering (week 124 t/m 125): 24-08-2013 t/m 31-08-2013 | Hitnotering (week 1 t/m 117): 12-03-2011 t/m 01-06-2013 Hitnotering (week 118): 15-06-2013 Hitnotering (week 119 t/m 121): 29-06-2013 t/m 13-07-2013 Hitnotering (week 122 t/m 123): 03-08-2013 t/m 10-08-2013 Hitnotering (week 124 t/m 125): 24-08-2013 t/m 31-08-2013 | Hitnotering (week 1 t/m 117): 12-03-2011 t/m 01-06-2013 Hitnotering (week 118): 15-06-2013 Hitnotering (week 119 t/m 121): 29-06-2013 t/m 13-07-2013 Hitnotering (week 122 t/m 123): 03-08-2013 t/m 10-08-2013 Hitnotering (week 124 t/m 125): 24-08-2013 t/m 31-08-2013 | Hitnotering (week 1 t/m 117): 12-03-2011 t/m 01-06-2013 Hitnotering (week 118): 15-06-2013 Hitnotering (week 119 t/m 121): 29-06-2013 t/m 13-07-2013 Hitnotering (week 122 t/m 123): 03-08-2013 t/m 10-08-2013 Hitnotering (week 124 t/m 125): 24-08-2013 t/m 31-08-2013 | Hitnotering (week 1 t/m 117): 12-03-2011 t/m 01-06-2013 Hitnotering (week 118): 15-06-2013 Hitnotering (week 119 t/m 121): 29-06-2013 t/m 13-07-2013 Hitnotering (week 122 t/m 123): 03-08-2013 t/m 10-08-2013 Hitnotering (week 124 t/m 125): 24-08-2013 t/m 31-08-2013 | Hitnotering (week 1 t/m 117): 12-03-2011 t/m 01-06-2013 Hitnotering (week 118): 15-06-2013 Hitnotering (week 119 t/m 121): 29-06-2013 t/m 13-07-2013 Hitnotering (week 122 t/m 123): 03-08-2013 t/m 10-08-2013 Hitnotering (week 124 t/m 125): 24-08-2013 t/m 31-08-2013 | Hitnotering (week 1 t/m 117): 12-03-2011 t/m 01-06-2013 Hitnotering (week 118): 15-06-2013 Hitnotering (week 119 t/m 121): 29-06-2013 t/m 13-07-2013 Hitnotering (week 122 t/m 123): 03-08-2013 t/m 10-08-2013 Hitnotering (week 124 t/m 125): 24-08-2013 t/m 31-08-2013 | Hitnotering (week 1 t/m 117): 12-03-2011 t/m 01-06-2013 Hitnotering (week 118): 15-06-2013 Hitnotering (week 119 t/m 121): 29-06-2013 t/m 13-07-2013 Hitnotering (week 122 t/m 123): 03-08-2013 t/m 10-08-2013 Hitnotering (week 124 t/m 125): 24-08-2013 t/m 31-08-2013 | Hitnotering (week 1 t/m 117): 12-03-2011 t/m 01-06-2013 Hitnotering (week 118): 15-06-2013 Hitnotering (week 119 t/m 121): 29-06-2013 t/m 13-07-2013 Hitnotering (week 122 t/m 123): 03-08-2013 t/m 10-08-2013 Hitnotering (week 124 t/m 125): 24-08-2013 t/m 31-08-2013 | Hitnotering (week 1 t/m 117): 12-03-2011 t/m 01-06-2013 Hitnotering (week 118): 15-06-2013 Hitnotering (week 119 t/m 121): 29-06-2013 t/m 13-07-2013 Hitnotering (week 122 t/m 123): 03-08-2013 t/m 10-08-2013 Hitnotering (week 124 t/m 125): 24-08-2013 t/m 31-08-2013 | Hitnotering (week 1 t/m 117): 12-03-2011 t/m 01-06-2013 Hitnotering (week 118): 15-06-2013 Hitnotering (week 119 t/m 121): 29-06-2013 t/m 13-07-2013 Hitnotering (week 122 t/m 123): 03-08-2013 t/m 10-08-2013 Hitnotering (week 124 t/m 125): 24-08-2013 t/m 31-08-2013 | Hitnotering (week 1 t/m 117): 12-03-2011 t/m 01-06-2013 Hitnotering (week 118): 15-06-2013 Hitnotering (week 119 t/m 121): 29-06-2013 t/m 13-07-2013 Hitnotering (week 122 t/m 123): 03-08-2013 t/m 10-08-2013 Hitnotering (week 124 t/m 125): 24-08-2013 t/m 31-08-2013 | Hitnotering (week 1 t/m 117): 12-03-2011 t/m 01-06-2013 Hitnotering (week 118): 15-06-2013 Hitnotering (week 119 t/m 121): 29-06-2013 t/m 13-07-2013 Hitnotering (week 122 t/m 123): 03-08-2013 t/m 10-08-2013 Hitnotering (week 124 t/m 125): 24-08-2013 t/m 31-08-2013 | Hitnotering (week 1 t/m 117): 12-03-2011 t/m 01-06-2013 Hitnotering (week 118): 15-06-2013 Hitnotering (week 119 t/m 121): 29-06-2013 t/m 13-07-2013 Hitnotering (week 122 t/m 123): 03-08-2013 t/m 10-08-2013 Hitnotering (week 124 t/m 125): 24-08-2013 t/m 31-08-2013 |
| Week: | 1 | 2 | 3 | 4 | 5 | 6 | 7 | 8 | 9 | 10 | 11 | 12 | 13 | 14 | 15 | 16 | 17 | 18 | 19 |
| --- | --- | --- | --- | --- | --- | --- | --- | --- | --- | --- | --- | --- | --- | --- | --- | --- | --- | --- | --- |
| Positie: | 2 | 1 | 1 | 1 | 1 | 3 | 4 | 6 | 5 | 9 | 13 | 10 | 5 | 4 | 4 | 3 | 2 | 3 | 1 |
| Week: | 20 | 21 | 22 | 23 | 24 | 25 | 26 | 27 | 28 | 29 | 30 | 31 | 32 | 33 | 34 | 35 | 36 | 37 | 38 |
| Positie: | 2 | 1 | 3 | 2 | 2 | 4 | 5 | 6 | 6 | 6 | 6 | 8 | 9 | 10 | 8 | 16 | 16 | 32 | 30 |
| Week: | 39 | 40 | 41 | 42 | 43 | 44 | 45 | 46 | 47 | 48 | 49 | 50 | 51 | 52 | 53 | 54 | 55 | 56 | 57 |
| Positie: | 32 | 40 | 22 | 14 | 11 | 6 | 2 | 2 | 2 | 5 | 4 | 9 | 12 | 17 | 24 | 26 | 15 | 37 | 30 |
| Week: | 58 | 59 | 60 | 61 | 62 | 63 | 64 | 65 | 66 | 67 | 68 | 69 | 70 | 71 | 72 | 73 | 74 | 75 | 76 |
| Positie: | 31 | 26 | 30 | 43 | 42 | 33 | 41 | 43 | 47 | 48 | 39 | 46 | 30 | 17 | 13 | 7 | 9 | 14 | 17 |
| Week: | 77 | 78 | 79 | 80 | 81 | 82 | 83 | 84 | 85 | 86 | 87 | 88 | 89 | 90 | 91 | 92 | 93 | 94 | 95 |
| Positie: | 26 | 28 | 27 | 35 | 52 | 53 | 71 | 72 | 73 | 72 | 50 | 27 | 26 | 27 | 29 | 36 | 32 | 29 | 27 |
| Week: | 96 | 97 | 98 | 99 | 100 | 101 | 102 | 103 | 104 | 105 | 106 | 107 | 108 | 109 | 110 | 111 | 112 | 113 | 114 |
| Positie: | 31 | 26 | 29 | 35 | 45 | 53 | 50 | 60 | 73 | 84 | 82 | 102 | 93 | 97 | 123 | 138 | 142 | 122 | 121 |
| Week: | 115 | 116 | 117 | | 118 | | 119 | 120 | 121 | | 122 | 123 | | 124 | 125 | | | | |
| Positie: | 153 | 170 | 131 | uit | 181 | uit | 168 | 167 | 179 | uit | 125 | 161 | uit | 147 | 136 | uit | | | |